# Убийца Крок
Убийца Крок (англ. Killer Croc), настоящее имя Уэйлон Джонс (англ. Waylon Jones) — суперзлодей вселенной DC Comics, враг Бэтмена. Персонаж создан писателем Джерри Конвэем и нарисован Джином Коланом вместе с Куртом Своном. Имел камео в феврале 1983 года, в выпуске Detective Comics #523. Полноценно дебютировал уже в марте того же года в Batman #357 вместе с Джейсоном Тоддом.

## Биография
Несмотря на свою выдающуюся внешность Крок является урожденным человеком.

### Докризисный образ
Уэйлон Джонс родился с редкой формой атавизма-ихтиозом, которая придала ему черты рептилии, а его рождение привело к смерти его матери. Он рос в трущобах, в нищете и унижении, его воспитывала тетя, жестокая алкоголичка, которая плохо с ним обращалась. Крок убил свою тетю и в 16 лет угодил в тюрьму. Через 18 лет он оказался на свободе и нашел работу в одном специфическом аттракционе, где ему на потеху публике приходилось голыми руками ломать хребты аллигаторам. Именно там Уэйлон получил легендарное прозвище — Убийца Крок и наконец осознал, насколько он силен. В нём проснулись амбиции, и он решил занять достойное его место в готэмском преступном мире, где ему противостоял Готэмский Темный Рыцарь, после чего у Крока появилась новая цель — уничтожить Бэтмена.
В этих оригинальных докризисных образах Крок напоминал крепко сложенного человека, полностью покрытого зеленой чешуей, но по пропорциям лица и телосложению он все же оставался человеком. Первоначально он также был изображен убивающим родителей Джейсона Тодда (позже это было изменено, чтобы сделать их убийцей Двуликого).

### Посткризисный образ
Убийца Крок сбежал из-под стражи и отомстил Харви Буллоку и двум другим преступникам, которые посадили его в тюрьму. Бэтмен выследил его, и Крок впал в убийственную ярость. Когда были построены новые водные туннели, которые затопили его новый дом, Крок, казалось, пожертвовал собой, чтобы сдержать воду. На самом деле Крок был погребен под обломками и был освобожден из своей тюрьмы ливневыми стоками. Убийца Крок выживал, питаясь крысами, и был изолирован в течение нескольких месяцев, что еще больше довело его до безумия. Был побежден Бэйном — тот сломал ему руки. Затем Крока возвращают в Аркхэм.
Когда Бэйн освобождает сокамерников из Аркхэма в саге «Падение рыцаря», Крок пытается отомстить ему. Находясь в канализации, он чувствует запах Бэйна и идет за ним, и они сражаются друг с другом на выступе. Бэйн снова небрежно ломает одну из рук Крока, но Крок борется, пока выступ, на котором они стоят, не ломается, и они оба падают в канализацию. Бой заканчивается ничьей. Позже Крок возвращается, атакуя доки, чтобы попытаться выманить Бэйна на матч-реванш, но терпит поражение от Дика Грейсона, который на тот момент «исполняет обязанности» Бэтмена. Убийца Крок оставлен для полиции в рыболовной сети со сломанной рукой.
Бэтмен следует за Кроком в болота Луизианы, куда позвала его неведомая сила. Им оказывается Болотное Существо, которое предлагает Кроку место в болотах, где он, наконец, может поддаться своей животной сущности, жить без преследования со стороны людей и вести мирную жизнь.
Убийца Крок появлялся как в сюжетной линии «Тише», так и в его хронологическом продолжении, «Разбитом городе». В первом он заражен вирусом, который значительно увеличивает его скорость реакции. Бэтмен побеждает его и понимает, что тот был частью чужого плана. Позже по приказу Черной Маской Кроку имплантировали устройство, которое подчиняло его волю, но Бэтмен освободил его. Крок попытался отомстить Безумному Шляпнику, но был остановлен Бэтменом. Затем Крок сбежал.
В «Infinite Crisis» Крок становится членом Тайного общества суперзлодеев Александра Лютора Младшего.
Позже его можно увидеть среди изгнанных суперзлодеев в «Беге спасения». После того, как Марсианский Охотник побежден и заключен в огненную клетку, Крок предлагает съесть марсианина. Лекс Лютор запрещает это делать.
В сюжетной линии «Битва за Капюшон» Убийца Крок завербован новой Черной Маской, чтобы стать частью группы злодеев, стремящихся захватить Готэм и Бладхейвен.
Во время событий Brightest Day Убийца Крок намеренно выпущен из своей камеры охранником, которого Осирис убивает, когда Детстроук и его банда Титанов проникают в Аркхэм. При попытке сбежать с объекта на него нападает Осирис, который принимает Убийцу Крока за своего старого врага Собека.

### New 52
В перезагрузке DC 2011 года «New 52» Крок сражался с Роем Харпером в «Адской кухне» в воспоминаниях, которые можно увидеть в «Красном колпаке и преступниках».
Во время сюжетной линии «Forever Evil» 2013—2014 годов Крок начал править низшим классом Готэма. Он убивает коррумпированную команду спецназа, которая убила одного из немногих людей, которые были к нему добры. Когда Преступный синдикат вторгается на Землю, Крок захватывает Башню Уэйна. Ему противостоит злодей Бэйн, который вводит Кроку Веном, превращая Крока в огромного гиганта, которого Бэйн затем побеждает.
Находясь в лечебнице в Аркхэме, Убийца Крок встречает Сибил Сильверлок, женщину с диссоциативным расстройством личности. Он привязывается к ее более мягкому характеру, и она показывает ему фотографию своей дочери Олив. Сибил просит его пообещать присмотреть за Олив, если он когда-нибудь выберется. После разрушения приюта Аркхем Убийца Крок сбегает и отправляется в Готэмскую академию, где наблюдает за Олив и рассказывает ей о ее матери, которая впала в кому после разрушения приюта. После того, как Бэтмен противостоит им, Олив и Убийца Крок убегают в болото.
Также он помог Харли Квинн и ее друзьям сразиться с бандой других злодеев Бэтмена на Кони-Айленде.

## Силы и способности
Хотя болезнь и изуродовала Уэйлона Джонса, в то же время многое она ему дала взамен, так как с её помощью у него появились черты рептилии, что увеличило его физическую силу и выносливость. А действие мутагена смогло только увеличить присутствие необычных признаков в его теле. Следовательно, у него есть несколько необычных физических способностей, касающихся его выносливости, силы и скорости.
Его кожа укреплена до такой степени, что она почти непробиваема даже для крупнокалиберного оружия. Его физическая сила позволяет ему, например, оторвать металлическую дверь сейфа без особого труда. По словам Бэтмена, Уэйлон может поднять школьный автобус. Обладает развитыми регенеративными способностями, позволяющими ему излечить и восстановить потерянные части тела и зубы. Он обладает сверхчеловеческой скоростью, особенно под водой. У Убийцы Крока также присутствует развитое обоняние. Также Крок неплохой рукопашный боец, он неплохо знает борьбу.

## Вне комиксов

### Мультипликация
- В мультсериале «Бэтмен» 1992 года его озвучивал Арон Кинкейд. Уэйлон Джонс был бывшим рестлером, который становится преступником. У него бугристая серая кожа, в противоположность зелёной в других версиях.
- В мультсериале «Приключения Бэтмена и Робина» 1994 года Крок сбегает из «Аркхэма». Вскоре его калечит Бэйн, а затем его находит полиция и отправляют в тюрьму «Блэкгейт».
- В мультсериале «Новые приключения Бэтмена» 1997 года озвучен Бруксом Гарднером. Здесь он имеет очень массивное сложение и привычную зелёную кожу.
- В мультсериале «Бэтмен» 2004 года был озвучен Роном
Перлманом. В этом воплощении он имеет рептилоподобную внешность с явной схожестью с крокодилом, а также хвост и длинную морду.
- В мультсериале «Бэтмен: отважный и смелый» Крок появляется в серии «Ночь людей-летучих мышей» и был озвучен Стефеном Рутом
- В анимационном фильме 2008 года «Бэтмен: Рыцарь Готэма» он находится под воздействием токсина страха Пугала и рыщет по канализации, где находит и кусает Бэтмена. Ядовитая слюна Крока отравляет Бэтмена и вызывает у него галлюцинации.
- В анимационном фильме 2014 года «Сын Бэтмена» его озвучивал Фред Таташор.
- В мультфильме 2015 года «Безграничный Бэтмен: Животные инстинкты» является одним из злодеев.
- «Безграничный Бэтмен: Роботы против мутантов» — Крок стал первым из злодеев, на котором использовали вещество для увеличения размеров.
- Появляется в мультфильме «Несправедливость».

### Кино
- Крок появился в фильме Отряд самоубийц. Его роль исполнил британский актёр Адевале Акиннуойе-Агбадже.[27] В этом фильме Крок больше нейтрален, чем злой. Крок просто так сел в тюрьму, жил в канализационной камере и ел мясо животных, которых ему кидают надзиратели. Его присоединили к Отряду Х. Он отлично проявляется в битвах с монстрами Чародейки и Инкубуса. Крок также добровольно помог спецназовцам проплыть к Инкубусу, чтобы установить бомбу и взорвать, а также лично кинул бомбу в портал. После победы над Чародейкой Крок вернулся в камеру, но теперь у него были диван и телевизор.

### Видеоигры
- В игре Lego Batman: The Videogame Кроки является одним из боссов. Доступен как играбельный персонаж в «свободной игре».
- Присутствует в игре DC Universe Online, где Пугало заразит его галлюциногеном «Фобос».
- В игре LEGO Batman 2: DC Super Heroes появляется в качестве злодея. Доступен в режиме «свободной игры».
- В игре Injustice: Gods Among Us версия из игры Batman Arkham Asylum появляется в качестве интерактивного приёма: когда на арене «Аркхэм» одним из бойцов пробивают стену, то и он врезается спиной в Крока, который швыряет его в Пингвина, тот бьёт его зонтом, потом наносят удары Двуликий и Загадочник, затем снова Крок, он кидает бойца в стену, и тот опять оказывается на арене.
- В игре Lego Batman 3: Beyond Gotham сначала появляется в качестве противника, но затем присоединяется к Лиге Справедливости, чтобы противостоять Брэйниаку. Также доступен в режиме «свободной игры»
- Присутствует в мобильной игре DC Legends.

#### Серия Batman: Arkham
- В игре «Batman: Arkham Asylum» Убийца Крок — босс в канализации острова Аркхэм. Он постоянно носит электрический ошейник, который, судя по всему, трудно снять. Из его аудиозаписей можно понять, насколько он ненавидит людей и как он деградирует в зверя; также можно узнать многое о его вражде с охранником Ароном Кэшем. Будет одним из сбежавших после титров злодеев, которые прихватят с собой канистру «Титана».
- В игре «Batman: Arkham City» Убийца Крок появляется как пасхалка. Если после получения крови Ра’с аль Гула слезть в яму в промышленном районе и кинуть бэтаранг за решётку и этим самым нажать на кнопку, то стену проломит Крок, но после короткого диалога уйдёт в канализацию. Также неподалёку в канализации можно найти берлогу преступника, с которой связана загадка Загадочника.
- В игре «Batman: Arkham Origins» Убийца Крок — один из убийц, нанятых Чёрной Маской, чтобы убить Бэтмена. Он помогает Чёрной маске штурмовать тюрьму Блэкгейт, но терпит поражение от рук героя, и его задерживает полиция. После организации Джокером тюремного бунта сталкивается с прибывшим Бэтменом, но отказывается сражаться с ним и сбегает на волю. В этой игре он значительно меньше в размерах, и больше похож на человека, нежели в Arkham City, так как его мутация ещё не сильно развилась.
- В игре Batman: Arkham Knight является одним из нейтральных персонажей. После последней встречи с Бэтменом пытается жить уединенной жизнью подальше от города, но в итоге был пойман группой спецназначения и доставлен на тюремный дирижабль «Айрон Хайтс». Там над ним проводил эксперименты начальник охраны, что привело к ещё более жуткой мутации, превратив его в монстра, ещё больше похожего на крокодила. Побег Крока из заключения приводит к падению дирижабля в реку, где его обнаруживают Бэтмен и Найтвинг. Похитив начальника тюрьмы, Крок пытается выяснить как исправить содеянное, на что тот отвечает что ничего не в силах исправить такого монстра. После небольшой схватки с Кроком и освобожденными им бандитами, Бэтмен и Найтвинг доставляют Крока в полицейский участок на пару с начальником тюрьмы. Так же появляется в галлюцинациях Бэтмена/Джокера вместе со всеми антагонистами игры.

### Сериалы
- В сериале «Готэм» в пятом сезоне появляется похожий персонаж Человек с чешуйчатой кожей. Его роль исполнил актёр Раду Спрингел. Является мутантом, проживающим в канализации. После череды убийств был найден Брюсом и Альфредом, и был обезврежен.
- В сериале «Бэтвумен» появляется альтернативный Убийца Крок, носящий имя Стивен[28]. Его роль исполнил Хайди Бен. Согласно сюжету, настоящий Крок был взорван полицейскими, и Бэтмен смог найти только зуб. Позже его пыталась украсть загипнотизированная Кейт Кейн, но он упал в реку и его забрал себе Стивен, вставив в некий амулет как талисман. Однако в процессе изготовления он случайно порезался о зуб, и в результате мутация Крока, оказавшаяся заразной, передалась ему. Повзрослев и став новым Кроком, Стивен начал есть людей, живущих рядом с рекой и канализацией. Райан Уайлдер (новая Бэтвумен) и Алиса Кейн случайно встречают Мэйсона, отца Стивена, который пытается сам поймать сына, не желая сдавать его властям. Но Стивен убивает отца, и Бэтвумен приходится его поймать. Новый Крок был отправлен в Аркхэм.

## Критика и отзывы
В 2017 году Убийца Крок занял 13-е место среди лучших врагов Бэтмена по мнению IGN.